# (185639) Rainerkling
(185639) Rainerkling ist ein Asteroid des inneren Hauptgürtels, der am 2. März 2008 vom Team des Observatorio Astronómico de La Sagra entdeckt wurde.
Auf Vorschlag des Teams des Observatorio Astronómico de La Sagra wurde er am 7. Juni 2009 zu Ehren des Amateurastronomen Rainer Kling (* 1952) benannt, der an der Hans-Ludwig-Neumann-Sternwarte (IAU-Code B01) auf dem Kleinen Feldberg mehrere Asteroiden entdeckte.